# Bernardia obovata
Bernardia obovata är en törelväxtart som beskrevs av L.M.Johnst.. Bernardia obovata ingår i släktet Bernardia och familjen törelväxter. Inga underarter finns listade i Catalogue of Life.